# Frisius MC
Frisius MC is een ziekenhuisorganisatie in de Nederlandse provincie Friesland. 
Het is een fusieziekenhuis van twee op 1 januari 2025 gefuseerde ziekenhuizen: het Medisch Centrum Leeuwarden en Tjongerschans in Heerenveen. 

## Locaties
- Leeuwarden: Frisius MC Leeuwarden (voorheen Medisch Centrum Leeuwarden).
- Heerenveen: Frisius MC Heerenveen (voorheen Tjongerschans).
- Harlingen: Frisius MC Harlingen (voorheen MCL Harlingen).

## Naam
De organisatie is genoemd naar de Friese geleerde Gemma Frisius.